# Список воевод России в 1608 году
Царствование: 1606—1610 — Василий IV Иванович Шуйский
| Воеводы городовые | Воеводы городовые  | Воеводы городовые | Воеводы городовые                                   |
| Года              | Город              | Ф,И,О воеводы | Примечания                                          |
| ----------------- | ------------------ | --- | --------------------------------------------------- |
| 1606-1608         | Берёзов            | Черкасский Пётр Ахамашукович Зубов Иван Игнатьевич                                                                              | Голова                                              |
| 1608              | Белый              | Собакин Борис |                                                     |
| 1608              | Белоозеро          | Воейков Иван Борисович |                                                     |
| 1606-1614         | Верхотурье         | Годунов Степан Степанович Загряжский Алексей Фёдорович Плещеев Иван Михайлович                                                  | Голова                                              |
| 1608              | Владимир           | Сеитов Третьяк Вельяминов Михаил Андрееич                                                                                       |                                                     |
| 1608-1609         | Вологда            | Пушкин Никита Михайлович Воронов Рахманин Макарьевич                                                                            | Дьяк                                                |
| 1608              | Вязьма             | Бегичев Иван |                                                     |
| 1608              | Галич Костромской  | Котенин Иван Иванович Черевин Третьяк Фёдорович                                                                                 | Оба: приказные                                      |
| 1608-1609         | Двинская область   | Милюков-Гусь Иван Васильевич Уваров Илья Иванович                                                                               | Дьяк, ельчанин                                      |
| 1608-1609         | Дорогобуж          | Барятинский Яков Петрович Ададуров Семён Григорьевич                                                                            |                                                     |
| 1608-1611         | Кетский острог     | Елизаров Григорий Фёдорович |                                                     |
| 1608              | Коломна            | Глебов Семён Матвеевич |                                                     |
| 1607-1608         | Кольский острог    | Секирин Лев |                                                     |
| 1608              | Луки Великие       | Плещеев Фёдор Михайлович |                                                     |
| 1601-1614         | Нарымский острог   | Хлопов Мирон Тимофеевич |                                                     |
| 1608              | Новгород Великий   | Куракин Андрей Петрович Татищев Михаил Игнатьевич Телепнёв Ефим Тимофеев Иван                                                   | Боярин Окольничий Дьяк                              |
| 1608-1609         | Пелымский острог   | Годунов Иван Михайлович Исленьев Пётр Данилович                                                                                 |                                                     |
| 1608-1610         | Пермь Великая      | Акинфов Фёдор Петрович Романов Наум                                                                                             | Оба: приказные                                      |
| 1608              | Погорелое городище | Татев Семён Андреевич Пушкин Гаврила                                                                                            |                                                     |
| 1608-1611         | Смоленск           | Шеин Михаил Борисович Горчаков Пётр Иванович Алексеев Никон Бунаков Иван                                                        | Боярин 2-й воевода Дьяк                             |
| 1608-1609         | Сольвычегодск      | Извольский Поспел Елисеевич |                                                     |
| 1608              | Солигалич          | Жохов Иван |                                                     |
| 1608-1609         | Суздаль            | Плещеев Фёдор Кириллович | Окольничий                                          |
| 1608              | Тверь              | Хрипунов Осип Михайлов Фёдор | Дьяк                                                |
| 1608              | Тобольск           | Салтыков Михаил Михайлович Нащокин Борис Иванович Перфильев Нечай Фёдорович Хлопов Мирон Тимофеевич Шаблыкин Александр Иванович | Окольничий, умер 2-й воевода Дьяк Письменный голова |
| 1602-1614         | Томск              | Волынский Василий Васильевич Новосильцев Михаил Игнатьевич Ржевский Матвей Бартенёв Семён                                       | 1-й воевода 2-й воевода Голова                      |
| 1608              | Тотьма             | Строганов Козма Данилович Губин Харлам Еремеев Григорий                                                                         |                                                     |
| 1606-1609         | Туринск            | Годунов Иван Никитич Пущин Роман Андреевич                                                                                      |                                                     |
| 1608-1615         | Тюмень             | Годунов Матвей Михайлович Волынский Семён Иванович                                                                              | Боярин В 1608-1609 годах                            |
| 1606-1610         | Устюг Великий      | Стрешнев Иван Филиппович Копнин Шестой                                                                                          | 1-й воевода Подьячий                                |
| 1608              | Устюжна            | Суворов Алексей |                                                     |
| 1608              | Цывильск           | Головин Пётр Петрович |                                                     |
| 1608-1609         | Юрьев Польский     | Болотников Фёдор Михайлович |                                                     |
| 1608-1609         | Ярославль          | Барятинский Фёдор Петрович |                                                     |

| Наименование полка | Ф,И,О воеводы | Примечания |
| ------------------ | ------------- | ---------- |
| Государев полк     |               |            |
| Большой полк       |               |            |
| Передовой полк     |               |            |
| Сторожевой полк    |               |            |
| Полк правой руки   |               |            |
| Полк левой руки    |               |            |

## См.также
- Воевода
- Воеводы русские
- Список глав государств в 1608 году